# 师东兵
师东兵（1950年2月27日—），山西定襄人，中共黨員，作家。

## 簡歷
1950年2月27日出生于工人家庭，籍贯为山西省定襄县师家湾村，中共党员。1987年毕业于山西师范大学汉语言文学专业。1969年应征入伍，历任解放军三十八军三三七团战士，国营平阳机械厂工人、厂部秘书，中共侯马市委干部，侯马市文联专业作家，文学创作二级。
他青少年时期就酷爱文学，同时攻读马克思主义、列宁主义和毛泽东思想的经典著作，同时研究历史和各种理论学术著作，平反后，他参加中国人民解放军，复员后的1976年5月因书写悼念周恩来的诗词和所谓传播「总理遗言」被审查，陷身囹圄。中共十一届三中全会后第二次平反。在狱中他自学法律，撰写了大量的法学论文，撰写了不少论文和专著，他是中国作家协会会员，山西戏剧家协会理事。
1976年开始发表作品。1990年加入中国作家协会。著有长篇纪实文学《九大风云录》、《中国第一冤案》、《短暂的春秋》、《佚窗余生录》、《清明祭》、《高岗魂断中南海》、《最初的抗争》、《双龙玉玺》、《早逝的英华》、《庐山真面目》、《从矿工到省委书记》、《这是最后的战争》、《红，血是是梦》、《师东兵诗选》、《师东兵文选》等。
2010年师东兵被控虚构认识国家领导诈骗8名被害人，在北京市第二中级人民法院受审，2011年4月一审以诈骗罪判处有期徒刑15年，师东兵不服，上诉至北京高院，被北京高院驳回。

## 著作
- 《短暂的春秋》
- 《庐山真面目》
- 《铁窗余生录》
- 《政坛秘闻录》[1]
- 《选择突破口》
- 《怀仁堂政变》

文化大革命纪实系列：
- 《山雨欲来》
- 《风骤京都》
- 《风暴与逆流》
- 《从钓鱼台拉开序幕》
- 《武汉 钓鱼台 毛家湾》
- 《毛泽东 面临选择》
- 《密令来自中南海》
- 《九大风云录》
- 《庐山雾》
- 《梦破沙丘》
- 《古都春寒》
- 《刘少奇专案内幕》
- 《决定中国命运的28天》

## 争议
他的作品对政治人物以及政治事件的书写以及刻画都非常细致，这就造成了非常尴尬的局面。支持者认为其写出了中共早期政局原生态，批评者认为他对一些政治事件纯粹是胡编乱造。其批评者包括胡耀邦之子胡德平、汪东兴之女汪延群、纪登奎之子纪坡民和陈伯达之子陈晓农。这些不利指证直指文章中的硬伤，如采访日期不符、环境不符等等。支持者认为，师东兵文章中的硬伤无可厚非，有可能是出于疏忽，况且他能提供许多与这些被采访人的合照等等。